# Trebania flavifrontalis
Trebania flavifrontalis är en fjärilsart som beskrevs av John Henry Leech 1889. Trebania flavifrontalis ingår i släktet Trebania och familjen mott. Inga underarter finns listade i Catalogue of Life.